# Clef de Saint-Hubert
La clef de Saint-Hubert est un reliquaire de laiton datant du XIe au XVIIe siècle. De grandes dimensions, ce chef-d'œuvre d'orfèvrerie, qui contient une relique de l'apôtre Pierre, se trouve exposée au Trésor de la cathédrale de Liège dans la salle du Grand Prévôt.  

## La légende
La clef de Saint-Hubert, conservée d'abord à la collégiale Saint-Pierre de Liège puis à la collégiale Sainte-Croix, est un des objets les plus précieux de la Cité mosane. Cette clef, de grande taille, est en général associée à saint Hubert, évêque de Liège de 706 à 727, qui  l'aurait reçue des mains du pape Grégoire II lors de son voyage à Rome. La poignée de la clef contient une limaille des chaînes de saint Pierre. La légende fut amplifiée dans les forêts des Ardennes. Tandis que saint Hubert célébrait la messe à Rome, saint Pierre lui serait apparu et lui aurait remis une clef d'or « comme signe de son pouvoir de lier et de délier, ainsi que de guérir les fous et les furieux ».

## Les sources
Elle n'apparaît dans les documents historique que vers 1250. La clé dite de saint Hubert est une clé monumentale, longue de 37,3 cm, qui étonne avant tout par ses dimensions et par la conservation remarquable du fragment de fer, informe mais combien insigne, précieuse relique de saint Pierre contenue à l'intérieur de la poignée. L'œuvre en laiton fondu et travaillé à jour comporte trois parties de dates différentes mais peu visible par le fait d'avoir utilisé la même matière : la bélière, la poignée et la tige avec un panneton.

## Description
Au sommet de la poignée, une bélière, anneau de suspension, s'appuie sur des espèces d'arcs-boutants. La poignée ovoïde, légèrement effilée, d'une largeur de 19 cm est divisée en huit compartiments de forme triangulaire par des bandes de 1,8 cm, l'une horizontale et médiane, et les deux autres verticales, comme deux hémisphères juxtaposés. Les reliefs de la poignée sont fort usés, ce qui envisage un usage fréquent; il est difficile de rétablir leur état original. Tout le décor est ajouré de manière à laisser voir, enfermé à l'intérieur de la poignée, le fragment de métal réputé provenir des liens de saint Pierre; quand on déplace la clé, on l'entend bouger. Les bandes sont ornées d'animaux fantastiques, très vraisemblablement des félins, affrontés de part et d'autre d'un arbuste stylisé représentant l'arbre de vie. Dans les compartiments triangulaires, on devine les figures en pied de saint Pierre en haut (avec une clé comme attribut) et du Christ en majesté en bas (avec un livre en mains), tous deux bénissant, qui se répètent quatre fois; outre ces figures en relief, des triangles et des croix grecques constituent les ouvertures du réseau. Au bas de la poignée, quatre demi anneaux en saillie assurent la transition vers la tige. 

## Modification de l'original
Une étude interdisciplinaire a révélé que la clé de saint Hubert telle qu'elle est conservée aujourd'hui n'est pas l'objet originel que les textes historiques mentionnent. Un texte de la vie de Saint Hubert publié à la fin du 19ème affirme déjà qu'il s'agit d'un fac-simile. La clé a été modifiée au cours des siècles. Les trois parties sont nettement différenciées par la composition exacte des alliages. La partie qui comprend le panneton, la tige et le calvaire, est pour l'analyse la partie la plus ancienne à situer selon un corpus expérimental, entre le XIe et XIIe siècles. La poignée, qui contient la relique, est caractérisée par un alliage dont la fabrication se situerait entre le XVe siècle et la première moitié du XVIe siècle. Enfin, la bélière est identifiée par un alliage plus récent encore, pas avant le milieu du XVIIe siècle car vraisemblablement avec du zinc d'importation. Enfin, malgré la légende, la clé n'a jamais été dorée.

## Le souvenir du voyage de Saint-Hubert à Rome

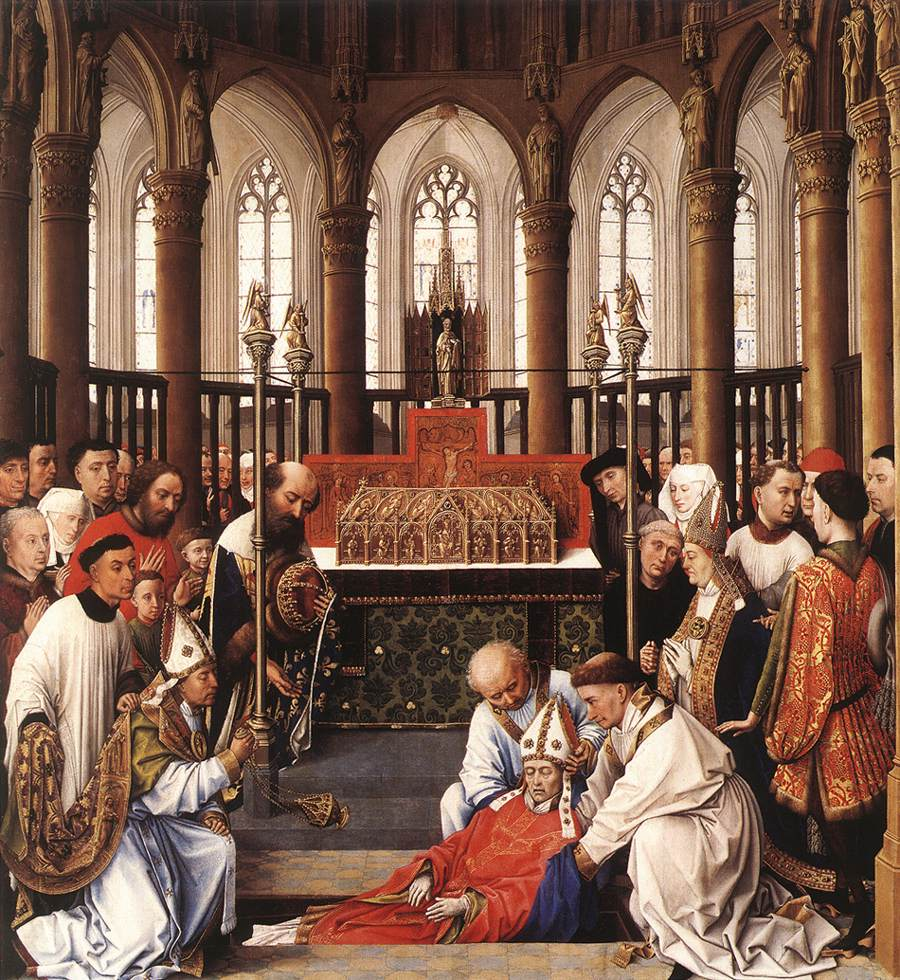
Exhumation de saint Hubert à la collégiale Saint-Pierre de Liège

Le dossier a permis l'hypothèse suivante: apparue à Liège seulement vers le milieu du XIIe siècle, cette relique historique insigne de Liège pourrait faire partie de l'arsenal des pièces justificatives destinées à redorer le blason de l'Église de Liège, affaiblie par la Querelle des investitures. Ce n'est qu'au milieu du XIIIe siècle que les sources historiques commencent à en parler, quand l'objet subit quelques transformations au moment de la rénovation de l'édifice dans lequel il est conservé, la collégiale Saint-Pierre de Liège, premier lieu de sépulture sépulture de saint Hubert. La clé est placée dans le souvenir de saint Hubert et de son pèlerinage à Rome qui est une « nécessité anthropologique », la justification obligatoire a posteriori d'un déplacement de saint Hubert à Rome et son contact direct avec des reliques de saint Pierre. L'association de Saint-Pierre à Saint-Hubert, de Pierre au fondateur de Liège, est une obligation pour la fondation d'une grande Église: l'association du fondateur de l'Église universelle au fondateur de l'Église locale.